# Augustus Radcliffe Grote

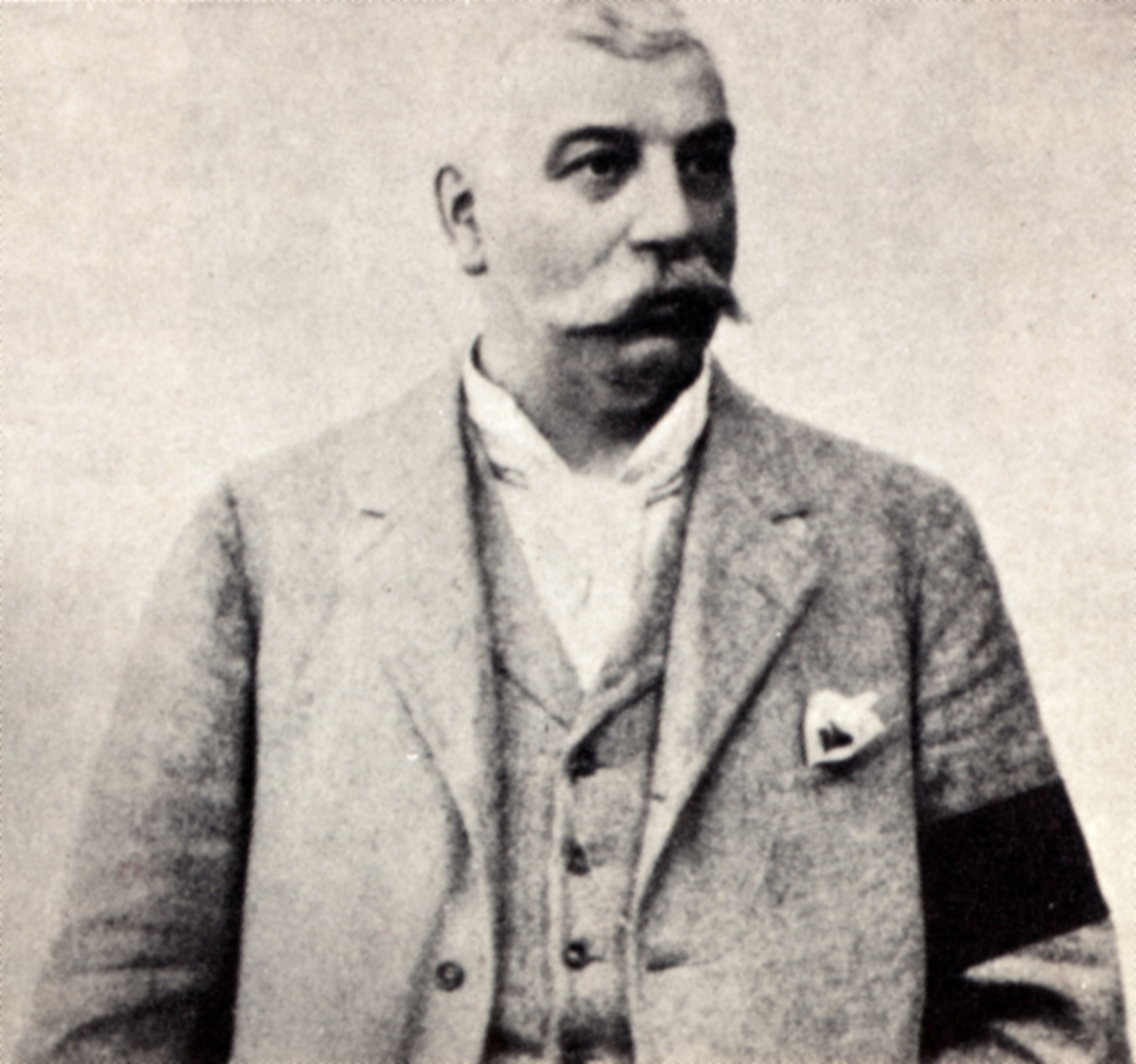
Augustus Radcliffe Grote

Augustus Radcliffe Grote (* 1841 bei Liverpool; † 1903 in Hildesheim) war ein bekannter US-amerikanischer Entomologe und insbesondere als Schmetterlings-Forscher tätig.

## Biografie
Grote erforschte, entdeckte und benannte hauptsächlich Nachtfalter in Nordamerika, vor allem in den USA, Mexiko und Kuba. Nach ihm wurde der Schmetterling Cautethia grotei („Grote Sphinx“) benannt. 1976 wurde er zum Mitglied der American Philosophical Society gewählt.
Grote komponierte einige Musikwerke darunter die Komische Oper "Prinz Rosa Stramin" sowie das "Große Ballett in drei Bildern" "Atlantis". Letzteres wurde am 6.12.1893 in Bremen im Rahmen des "3.Sinfonie-Concert" konzertant unter Leitung des Königlichen Musikdirektors Ew. Schulz aufgeführt. 

Grote war verheiratet und Vater von Louis Ruyter Radcliffe Grote.

## Veröffentlichungen
- Augustus R. Grote - The effect of the glacial epoch upon the distribution of insects in North America, Salem, Mass., Printed at the Salem press, 1876
- Augustus R. Grote - Notes on the Sphingidæ of Cuba, Philadelphia, 1865